# Puchar Dalekowschodni w narciarstwie alpejskim mężczyzn 2017/2018
Puchar Dalekowschodni w narciarstwie alpejskim mężczyzn w sezonie 2017/2018 to kolejna edycja tego cyklu. Pierwsze zawody odbędą się 6 grudnia 2017 roku w chińskim Wanlong Ski Resort, a ostatnie rozegrane zostaną 23 marca 2018 roku w japońskim Ōtaki.
W poprzednim sezonie klasyfikację generalną Pucharu Dalekowschodniego wygrał Rosjanin Pawieł Trichiczew, triumfując ponadto w klasyfikacji giganta. W klasyfikacji slalomu triumfował Japończyk Ryunosuke Ohkoshi. W supergigancie i superkombinacji triumfował rodak Ohkoshi Yumenosuke Kakizaki.
W tym sezonie w klasyfikacji generalnej oraz klasyfikacji slalomu najlepszy był Japończyk Hideyuki Narita. W klasyfikacji giganta zwyciężył Rosjanin Władisław Nowikow, w klasyfikacji supergiganta wygrał Szwed Johan Hagberg, a w superkombinacji triumfowali ex aequo Szwed Tobias Hedström, Słowak Matej Falat i Ryunosuke Ohkoshi.

## Podium zawodów
| Lp. | Data             | Miejscowość             | Konkurencja     | 1. Miejsce        | 2. Miejsce          | 3. Miejsce         |
| --- | ---------------- | ----------------------- | --------------- | ----------------- | ------------------- | ------------------ |
| 1.  | 6 grudnia 2017   | Wanlong Ski Resort      | Slalom          | Ondřej Berndt     | Hideyuki Narita     | Michał Jasiczek    |
| 2.  | 7 grudnia 2017   | Wanlong Ski Resort      | Slalom          | Ondřej Berndt     | Hideyuki Narita     | Michał Jasiczek    |
| 3.  | 8 grudnia 2017   | Wanlong Ski Resort      | Gigant          | Władisław Nowikow | Kyung Sung-hyun     | Julian Busta       |
| 4.  | 9 grudnia 2017   | Wanlong Ski Resort      | Gigant          | Władisław Nowikow | Kyung Sung-hyun     | Tobias Hedström    |
| 5.  | 13 grudnia 2017  | Songhua Lake Ski Resort | Slalom          | Hideyuki Narita   | Tobias Hedström     | Jan Zabystřan      |
| 6.  | 14 grudnia 2017  | Songhua Lake Ski Resort | Slalom          | Hideyuki Narita   | Jesper Brändholm    | Jan Zabystřan      |
| 7.  | 15 grudnia 2017  | Songhua Lake Ski Resort | Gigant          | Cedric Noger      | Władisław Nowikow   | Jesper Brändholm   |
| 8.  | 16 grudnia 2017  | Songhua Lake Ski Resort | Gigant          | Cedric Noger      | Jesper Brändholm    | Kyung Sung-hyun    |
| 9.  | 8 stycznia 2018  | Gohan-eup               | Gigant          | Charlie Raposo    | Cedric Noger        | Aleksiej Żilin     |
| 10. | 9 stycznia 2018  | Gohan-eup               | Gigant          | Cedric Noger      | Władysław Nowikow   | Masanori Shin      |
| 11. | 10 stycznia 2018 | Gohan-eup               | Slalom          | Joaquim Salarich  | Simon Jefimow       | Matej Falat        |
| 12. | 11 stycznia 2018 | Gohan-eup               | Slalom          | Juan del Campo    | Simon Jefimow       | Yōhei Koyama       |
| 13. | 12 stycznia 2018 | Gohan-eup               | Superkombinacja | Matej Falat       | Albert Ortega       | Aleksiej Żilin     |
| 14. | 15 stycznia 2018 | Gohan-eup               | Slalom          | Matej Falat       | Laurie Taylor       | Juan del Campo     |
| 15. | 16 stycznia 2018 | Gohan-eup               | Slalom          | Juan del Campo    | Matej Falat         | Joaquim Salarich   |
| 16. | 5 marca 2018     | Engaru                  | Gigant          | Anthon Cassman    | Jesper Ask          | Władysław Nowikow  |
| 17. | 6 marca 2018     | Engaru                  | Slalom          | Richard Leitgeb   | Matej Falat         | Justin Murisier    |
| 18. | 7 marca 2018     | Engaru                  | Slalom          | Hideyuki Narita   | Fabian Bacher       | Laurie Taylor      |
| 19. | 9 marca 2018     | Sapporo Teine           | Gigant          | Odwołano          | Odwołano            | Odwołano           |
| 20. | 10 marca 2018    | Sapporo Teine           | Gigant          | Odwołano          | Odwołano            | Odwołano           |
| 21. | 11 marca 2018    | Sapporo Teine           | Slalom          | Ryunosuke Ohkoshi | Kyosuke Kono        | Kristaps Zvejnieks |
| 22. | 14 marca 2018    | Jużnosachalińsk         | Supergigant     | Johan Hagberg     | Jewgienij Lisica    | Artiom Borodajkin  |
| 23. | 15 marca 2018    | Jużnosachalińsk         | Supergigant     | Matej Prieložný   | Iwan Kuzniecow      | Tobias Hedström    |
| 24. | 16 marca 2018    | Jużnosachalińsk         | Superkombinacja | Tobias Hedström   | Carl Jonsson        | Nikita Alechin     |
| 25. | 17 marca 2018    | Jużnosachalińsk         | Gigant          | Štefan Hadalin    | Pawieł Trichiczew   | Ryunosuke Ohkoshi  |
| 26. | 18 marca 2018    | Jużnosachalińsk         | Gigant          | Pawieł Trichiczew | Štefan Hadalin      | Adam Žampa         |
| 27. | 19 marca 2018    | Jużnosachalińsk         | Slalom          | Laurie Taylor     | Hideyuki Narita     | Štefan Hadalin     |
| 28. | 20 marca 2018    | Jużnosachalińsk         | Slalom          | Pawieł Trichiczew | Štefan Hadalin      | Adam Žampa         |
| 29. | 22 marca 2018    | Ōtaki                   | Supergigant     | Odwołano          | Odwołano            | Odwołano           |
| 30. | 22 marca 2018    | Ōtaki                   | Supergigant     | Ryunosuke Ohkoshi | Yumenosuke Kakizaki | Ryuto Kobayashi    |
| 31. | 23 marca 2018    | Ōtaki                   | Superkombinacja | Ryunosuke Ohkoshi | Yumenosuke Kakizaki | Ryuto Kobayashi    |